# سالگرد کشته‌شدن مهسا امینی
سالگرد کشته‌شدن مهسا امینی اعتراضاتی پراکنده در اولین سالگرد کشته‌شدن مهسا امینی بود که علی‌رغم جو سنگین امنیتی در روزهای ۲۵ و ۲۶ شهریور ۱۴۰۲ انجام شد. شهرهای کردنشین در اعتصاب بودند و خانواده مهسا امینی که در حبس خانگی بودند اجازه برگزاری مراسم یادبود نیافتند. همچنین هزاران نفر نیز در کشورهای دیگر دست به تظاهرات زدند.

## پیش‌زمینه
مهسا ژینا امینی دختر ۲۲ ساله اهل سقز بود که در زمانی که در تهران مسافر بود، عصر روز سه‌شنبه ۲۲ شهریور ۱۴۰۱ در نزدیکی ایستگاه متروی شهید حقانی توسط گشت ارشاد به دلیل بدحجابی بازداشت شد و نهایتاً ۲۵ شهریور در بازداشت گشت ارشاد کشته شد. کشته‌شدن او خیزش ۱۴۰۱ ایران را در پی داشت و باعث واکنش‌های گسترده‌ای در ایران و جهان شد. نام او در شبکه‌های اجتماعی، میلیون‌ها بار تکرار شد و هشتگ مهسا امینی، پرتکرارترین هشتگ توییتر فارسی‌زبان شد.

## تهدید خانواده امینی
مژگان افتخاری و امجد امینی، مادر و پدر مهسا امینی روز ۱۷ شهریور ماه با انتشار متنی اعلام کردند که در «سالیاد شهادت» فرزندشان، بر آرامگاه او در آرامستان آیچی سقز «مراسم سنتی و مذهبی سالگرد ژینا» را برگزار می‌کنند. در روز سالگرد؛ نیروهای امنیتی جمهوری اسلامی در خیابان ماموستا هژار شهر سقز، که منزل خانواده مهسا امینی در آن قرار دارد، مستقر شدند و منزل امجد امینی را محاصره و خانواده مهسا حبس خانگی شدند. مأموران امنیتی، امجد امینی را به محض خروج از خانه‌اش، بازداشت و به اداره اطلاعات سقز منتقل کردند و پس از بازجویی، به خانه بازگرداندند. پدر مهسا امینی در روزهای قبل در چند نوبت توسط نهادهای امنیتی در مورد برگزاری سالگرد دخترش تحت بازجویی بود.
امجد امینی و خانواده او به شدت تحت فشار قرار گرفته بودند تا از برگزاری مراسم سالگرد جان باختن دخترشان صرف‌نظر کرده و فراخوان در خصوص برگزاری مراسم را تکذیب کنند. چند روز قبل از سالگرد، پدر، دایی و عموی مهسا امینی توسط نیروهای امنیتی دستگیر شده بودند، به قبر مهسا امینی هتک حرمت شده و اعضای خانواده از عزاداری منع شدند.
در روز سالگرد؛ مهدی رمضانی، معاون امنیتی استان کردستان مدعی شد که برنامه ترور پدر مهسا خنثی شده‌است. پیشتر امان‌الله گشتاسبی، فرمانده سپاه بیت‌المقدس استان کردستان اذعان کرد که پدر مهسا صبح همین روز برای رفتن «به سر قبر دخترش از خانه بیرون آمده بود که پس از هماهنگی در مسیر، نیروهای امنیتی او را به محل رسانده بودند.»

## جو سنگین امنیتی
در آستانه سالگرد مهسا امینی و سالگرد خیزش ۱۴۰۱ ایران، فشار نهادهای امنیتی بر خانواده‌های دادخواه، فعالان سیاسی و مدنی، استادان دانشگاه، دانشجویان معترض و فعالان صنفی کارگری و فرهنگی افزایش پیدا کرد و بسیاری از آنها بازداشت یا تهدید شدند. از جمله خانواده حدیث نجفی یک روز قبل از سالگرد بازداشت شدند. خانواده کشته‌شدگان اعتراضات ایران نیز تحت فشار قرار گرفتند تا حساب‌های‌شان در شبکه‌های اجتماعی را تا سالگرد کشته شدن فرزندانشان ترک کنند یا تا آن زمان فعالیتی در فضای مجازی نکنند.
سپاه پاسداران انقلاب اسلامی، طی چند روز نیرو و تجهیزات سنگین و نیمه سنگین زرهی به شهرهای کردنشین ایران ارسال کردند. در روز سالگرد؛ جاده بانه به سقز، زادگاه و محل دفن مهسا امینی، بسته شده و حضور نیروهای امنیتی در این شهر و اطراف خانه مادری او سنگین‌تر شد. در همین روز سد چراغ‌ویس برای مسدود کردن مسیر رودخانه به سمت آرامستان باز شد، این تنها مسیری بود که مردم می‌توانستند به آرامگاه مهسا برسند. قبلاً در مراسم چهلم مهسا امینی، شرکت‌کنندگان از این مسیر خود را به آرامستان رسانده بودند.
فضای بسیاری از شهرهای ایران همزمان با سالگرد مهسا امینی به شدت امنیتی شد و نیروهای یگان ویژه و نیروهای امنیتی و انتظامی در سطح بسیاری از خیابان‌ها و میدان‌های شهرهای بزرگ به ویژه تهران، کرج و سقز مستقر شدند. برخی ناظران خیابان‌های تهران را به «پادگان نظامی» تشبیه کردند.
ده‌ها تن از معترضان طی تجمع‌های اعتراضی در شهرهای مختلف از جمله در تهران، کرج، قرچک، اصفهان، تبریز، سنندج، سقز، دیواندره، بانه و مریوان، دهدشت و دیگر شهرهای ایران بازداشت شدند. هانیه توسلی که روز سالگرد در اینستاگرامش عکسی از مهسا امینی منتشر کرده بود در خانه‌اش بازداشت و به مکان نامعلومی برده شد.

## اعتراضات سراسری
روز شنبه ۲۵ شهریور چند شهر ایران شاهد تجمع‌های پراکنده و شعارهای ضدحکومتی بود. در این روز یک نفر در سقز به نام فردین جعفری از ناحیه سر هدف تیراندازی قرار گرفت. شب سالگرد نیز با شعارهای شبانه مردم علیه علی خامنه‌ای، رهبر جمهوری اسلامی، در تهران و شهرهای مختلف همراه بود.
مناطقی از تهران از جمله در محدوده خیابان انقلاب، گیشا، سعادت‌آباد، یوسف‌آباد، جردن، شهرک اکباتان، تهرانسر، شهرک چیتگر، شهرک باقری، شهرک پردیس، نارمک و تهرانپارس و همچنین مناطقی از شهرهای کرج، مشهد و شیراز شاهد شعارهای شبانه جمعی از مردم معترض، به ویژه شعار «مرگ بر دیکتاتور» و «زن، زندگی، آزادی» بود. شهرهای آبدانان، کرمانشاه، مریوان، سنندج، بانه و پیرانشهر نیز شاهد شعارهای شبانه و اعتراضات پراکنده بودند.
روز یکشنبه ۲۶ شهریور معترضان در همدان، تجمع اعتراضی برپا کردند و علیه جمهوری اسلامی شعار دادند. نیروهای امنیتی در همدان به معترضان تیراندازی کردند و تعدادی را در سقز و سنندج بازداشت کردند.
همزمان بسیاری از ایرانیان مقیم خارج تجمع‌هایی علیه حکومت جمهوری اسلامی برگزار کردند. این اعتراضات از جمله در تورنتو، واشینگتن، توکیو، کرایستچرچ نیوزیلند، استکهلم و چند شهر استرالیا از جمله سیدنی و ملبورن برگزار شد.
در سالگرد، شماری از زندانیان سیاسی زن از جمله نرگس محمدی، گلرخ ایرایی، شکیلا منفرد و آزاده عابدینی شال‌های خود را در حیاط زندان اوین آتش زدند. پیشتر تعدادی از زندانیان سیاسی از جمله علی یونسی، امیرحسین مرادی، سعید مدنی، مهدی محمودیان، مصطفی تاج زاده، حسین رزاق و محمد نجفی اعلام اعتصاب غذا کردند.
زندانیان زن در زندان قرچک ورامین به مناسبت سالگرد دست به اعتراض زدند. نیروهای یگان ویژه زندان برای سرکوب این اعتراضات وارد بند معترضان شده و اقدام به ضرب و شتم شدید زندانیان و شلیک تیر ساچمه‌ای به طرف تعدادی از معترضان کرده‌اند. در همین روز زندان زنان قرچک دچار آتش‌سوزی شد.
چند روز پیش از سالگرد، برخی از احزاب کرد ایران برای این روز فراخوان اعتصاب داده بودند. نهادهای حکومتی و مأموران امنیتی به بازاریان هشدار داده‌اند که در اعتصاب‌ها و اعتراض‌ها شرکت نکنند. در جریان سالگرد دست‌کم در شهرهای سنندج، کامیاران، بانه، سقز و دیواندره اعتصاب کامل صورت گرفت.
خانواده، اقوام، و دوستان، میلاد زارع با سر دادن شعارهای جنبش، خیزش ۱۴۰۱ ایران در اعتراضات ۱۴۰۲ ایران به خیابان‌ها آمدند، همراه با انتشار پست‌های اینستاگرامی در شبکه‌های اجتماعی علیه نظام جمهوری اسلامی ایران به سر می‌دادند، و به اشتراک می‌گذاشتند. دو برادر میلاد زارع، فرهاد زارع و رضا زارع، توسط نیروهای امنیتی و لباس شخصی شناسایی و با بسته شدن پیج‌های اینستاگرامی بازداشت، به مکان نامعلومی انتقال یافتند.

## واکنش‌ها
در آستانه سالگرد، کمیته حقیقت‌یاب سازمان ملل در مورد سرکوب معترضان در ایران، در گزارش جدید خود اعلام کرد که سطح تحقیقات دولتی انجام شده در ایران دربارهٔ مرگ مهسا امینی «بسیار پایین‌تر» از استانداردهای بین‌المللی، از جمله در موضوع لزوم استقلال و شفافیت بوده‌است.
جو بایدن، رئیس‌جمهور ایالات متحده آمریکا، و آنتونی بلینکن، وزیر خارجه این کشور، در دو پیام جداگانه به مناسبت سالگرد، گفتند که همچنان در کنار مردم ایران خواهند بود. همزمان با سالگرد، ایالات متحده آمریکا، اتحادیه اروپا و بریتانیا تحریم‌های تازه‌ای را علیه جمهوری اسلامی و بعضی مقامات بلندپایه این کشور و سازمان‌های وابسته به حکومت اعمال کردند. از جمله شبکه پرس تی وی، خبرگزاری تسنیم و خبرگزاری فارس که از سوی آمریکا تحریم شدند.
اتحادیه اروپا در بیانیه‌ای در سالگرد کشته شدن مهسا امینی، از مقام‌های جمهوری اسلامی خواست به هرنوع تبعیض سیستماتیک علیه زنان و دختران ایرانی پایان دهند.
دانشجویان چهار دانشگاه علم و صنعت، امیرکبیر، بهشتی و خواجه نصیر در تهران، در بیانیه‌های جداگانه‌ای به مناسبت سالگرد تأکید کردند که اعتراضات زن، زندگی، آزادی «انفجار خشمی عمومی» علیه جمهوری اسلامی است و «تنگ‌تر شدن زنجیر ستم، فقر و سرکوب» فقط دانشجویان و مردم ایران را در «نه گفتن» به این حکومت مصمم‌تر کرده‌است.
در این روز «پارک ویلمن پاریس» با حضور ان هیدالگو، شهردار پاریس و الکساندرا کوردوبارد، شهردار منطقه ۱۰ پاریس و شماری از شخصیت‌های سیاسی و فرهنگی فرانسوی و ایرانی به «پارک مهسا ژینا امینی» نامگذاری شد.
جمعی از کارشناسان سازمان ملل متحد روز سه‌شنبه ۲۸ شهریور، با صدور بیانیه‌ای تشدید سرکوب معترضان ایرانی در سالگرد کشته شدن مهسا (ژینا) امینی در هنگام بازداشت «گشت ارشاد» توسط جمهوری اسلامی را محکوم کردند. به گفته این کارشناسان، جمهوری اسلامی ایران باید پاسخگوی مرگ مهسا (ژینا) امینی در بازداشت پلیس باشد و به سرکوب علیه اعتراضات ناشی از مرگ او پایان دهد. آنها جمهوری اسلامی را متهم کردند که بعد از ماه‌ها «سرکوب وحشیانه تظاهرات»، اقدام به وضع محدودیت‌ها و تهدید علیه برگزاری مراسم عمومی جهت بزرگداشت سالگرد مهسا امینی کرده‌است.